# Toubacoro
Toubacoro est une commune rurale malienne de l'arrondissement de Sébété, dans le cercle de Banamba, et la région de Koulikoro.

## Villages
La commune s'étend sur 20 localités relevées lors du recensement général de 2009. 
Les villages les plus peuplés sont :
- Touba Sylla (2 065 habitants)
- Ortobila (1 477 habitants)
- Touba Dramé (1 199 habitants)